# 1040-е годы
1040-е (ты́сяча сороковы́е) го́ды по юлианскому календарю — промежуток времени с 1 января 1040 года по 31 декабря 1049 года, включающий 1040 год 4-го десятилетия   и с 1041 по 1049 годы    5-го десятилетия XI века 2-го тысячелетия.  Они закончились 976 лет назад.

## Важнейшие события
- Убийство короля Шотландии Дункана I его генералом и правителем королевства Морей Макбетом.
- Караханидское государство[1] распалось на Западное и Восточное ханства (1040).
- 1040—1057 — Макбет (ок.1005-1057), король Шотландии.
- Смерть Гарольда I, короля Англии.
- 1040—1042 — Король Англии Гардеканут Датский.
- Подчинение Южной Финляндии русскими войсками.
- Ок.1040 — Гибель Торкиля, опекуна Вильгельма. Гибель графа Гилберта и сенешаля Осберна.
- Поход Ярослава Мудрого на Литву.
- Восстание в Западной Болгарии против византийцев под руководством Петра Деляна, выдававшего себя за внука Самуила Шишмана. Победа князя Зеты Войнислава над византийцами.
- Восстание сербов против греков.
- Ок.1040 — Гарольд Сигурдарсон становится начальником гвардии императрицы Зои.
- 1040—1138 — Сулайхиды — династия правителей Адена (до 1080) и Ду Джибла.
- 1040—1080 — Правитель Адена и Ду Джибла 'Али ибн Мухаммад ал-Сулайхи.
- Масуд Газневи двинул против сельджуков свои войска. Однако вожди сельджуков Тогрул-бек и Чагры-бек разгромили их при Данданакане (Донданекане).
- Восстание в Вустере, Англия.
- Новым эрлом Нортумбрии стал Сивард.
- Ок.1041 — Убийство королём Макбетом Банко, тана Лохкаберского. Бегство Флинса, сына Банко, в Уэльс. Флинс становится родоначальником династии Стюартов.
- Гардеканут приглашает в Англию из Нормандии Эдуарда Исповедника.
- Совместная война Магнуса I и Гардеканута против вендов.
- Нормандцы в Сицилии воюют с арабами, в Италии — с греками.
- Вторжение князя Чехии в Польшу, являвшуюся вассалом Германии. Победа Генриха III над Чехией и установление своего сюзеренитета.
- Поход русских войск на помощь королю Казимиру в его борьбе с мазовецким князем.
- Закончилось строительство Софийского собора в Киеве.
- Восстание в Венгрии против Петра.
- Венгерским королём стал Самуил Аба после возглавленного им восстания и изгнания предыдущего владыки — Петра Орсеоло.
- 1041—1044 — Король Венгрии Аба Шамуэль.
- Михаил Пафлагон возглавил армию ромеев и, воспользовавшись раздорами среди болгар, полностью разбил болгар и подчинил Болгарию ромеям.
- Михаил IV заболел и постригся в Космидином монастыре. Его братья Иоанн и Константин убедили его даровать своему племяннику Михаилу титул кесаря. Они убедили Зою усыновить Михаила Калафата и назначить наследником. 10.12 — Смерть Михаила Пафлагона.
- Михаил V Калафат стал императором Византии.
- 1041, декабрь-1042, апрель — Император Византии Михаил V Калафат (ум. после 1042). Племянник по матери Михаила IV.
- 1041—1049 — Султан Газны Маудид.
- Гузы захватили Хорезм, а сельджуки — Балх.
- 1041—1187 — Керманский султанат.
- 1041—1073/4 — Правитель Кермана Кавурд.
- Гардеканут теряет власть над Англией. Её получают его мать и Годвин, граф Уэссекса. Королём Дании становится король Норвегии Магнус Добрый. Неудачная экспедиция Альфреда, сына Этельреда, в Англию. Его гибель, в которой был замешан Годвин.
- 8 июня — Взошёл на престол английский король Эдуард Исповедник.
- 1042—1066 — Король Англии Эдуард Исповедник (ок.1002-1066), сын Этельреда II Медлительного и Эммы Нормандской.
- 8 июня — Магнус I Благородный становится королём Норвегии.
- 1042—1047 — Король Норвегии и Дании Магнус I Добрый.
- Мир между Русью и Польшей. Польша навечно уступает червенские города.
- Абад II восходит на престол Севильи
- 1042—1069 — Эмир Севильи Аббад ал-Мутадид.
- Отпадение Альмерии от Валенсии.
- 1042—1091 — Альмерийский эмират (вторично).
- Норманны в южной Италии переносят свою столицу в Мельфи.
- Освобождение Сербии от Византии.
- Михаил V сослал своего дядю Иоанна Орфанотрофа и возвысил дядю Константина.
- 18-19 апреля — Михаил V Калафат пытается отправить свою приёмную мать и соправительницу Зою в монастырь на Принцевы острова, обвинив её в отравительстве, став таким образом единоличным властителем Византии. Волнения в Константинополе. В ответ вспыхивает народное восстание, результатом которого стало свержение Михаила и провозглашение правительницами Зои, с которой сняли рясу, и её младшей сестры Феодоры.
- 20 апреля — Толпа доставила в св. Софию Феодору, сестру Зои, и патриарх Алексей Студит короновал её. Михаил с дядей Константином бежал в Студийский монастырь. Их ослепили, а затем сослали на острова. Править стали Зоя и Феодора. Синклитики по решению Зои вызвали из ссылки Константина Мономаха.
- 11 июня — Императрица Зоя выходит замуж в третий раз и возводит своего нового супруга на трон Византии как императора Константина IX.
- 1042—1055 — Император Византии Константин IX Мономах (ум.1055, январь).
- Вступив на престол, Константин IX по обету начинает строительство монастыря Неа Мони на Хиосе.
- Стратиг Георгий Маниак, командовавший войсками в войне против арабского эмирата на Сицилии, поднимает мятеж против Константина IX. Он высадился с войском под Диррахием и выступает на Константинополь; его войска провозглашают его императором.
- Харальд III Суровый, в ту пору начальник варяжской гвардии базилевса, покидает Византию и возвращается в Киев — возможно, из-за своего участия в мятеже Маниака.
- 1042—1045 — Царь Ани Гагик II.
- Тогрул-бек завоёвывает Гурган и Табаристан.
- Сельджуки победили Зиярита Ануширвана (Гурган и Табаристан), осадили Рей, Хамадан и Исфаган.
- 1042—1044 — Король Чампы Джайя Симхаварман II (Ша Дэу).
- Австрия получила по мирному договору от Венгрии земли до Лейты, достигнув, таким образом, границ современной Нижней Австрии.
- Произошло объединение Крайненской и Посавской марки.
- Вторжение вендов в Ютландию.
- 1043—1065 — Правитель Кордовы Абу-л-Валид Мухаммад.
- Доменико Контарини стал венецианским дожем.
- Нормандцы начали захват Южной Италии у греков.
- 1043—1045 — Вторжение Генриха III в Венгрию. Захват большей части страны. Восстановление на престоле Петра. Изгнание принца Андрея на Русь.
- После Алексия Студита Константинопольским патриархом стал Михаил Кируларий.
- 1043—1057 — Патриарх Михаил Керуларий (ок.1000-1059).
- Победа князя Зеты Войнислава над византийцами. Установление независимости Зеты.
- Восстание Георгия Маниака в Византии. Начало года — Маниак погиб в бою близ Фессалоники. Мятеж подавлен.
- Начало последней русско-византийской войны под предводительством князя Владимира Новгородского, воеводы Вышаты и (предположительно) Харальда Сурового.
- Летом флот Киевской Руси потерпел поражение от византийцев в битве при маяке Искресту недалеко от Константинополя
- Правителем Ширвана стал Кубад ибн Йазид из династии Кесранидов.
- Захват сельджуками Хорасана. Начало завоевания Ирана.
- Последние походы викингов.
- Изгнание из Рима папы Бенедикта IX.
- 1044—1046 — Король Венгрии Пётр (вторично).
- 1044 (или 1043) — Сельджуки изгнали гузов из Хорезма. Хорезм подпадает под власть Сельджукской империи в качестве вассального княжества.
- Сунская империя заключает мир с тангутами, согласившись выплачивать дань.
- Чампа отказывается платить дань Вьетнаму. Поход Ли Тхай Тонга на Чампу. Полководец Ле Фунг Хиеу. Победа. Джайя Симхаварман II убит приближёнными. Самоубийство наложницы чамского короля по имени Ми Е.
- Паганское царство (1044—1287; Аноратха).